# Aéroport international Kempegowda
 (novembre 2018).
Le contenu est difficilement compréhensible vu les erreurs de traduction, qui sont peut-être dues à l'utilisation d'un logiciel de traduction automatique.
L'aéroport international Kempegowda (Kannada: ಕೆಂಪೇಗೌಡ ಅಂತರರಾಷ್ಟ್ರೀಯ ವಿಮಾನ ನಿಲ್ದಾಣ) (code IATA : BLR • code OACI : VOBL) est un aéroport international desservant la ville de Bangalore en Inde. L'aéroport est situé à 4 kilomètres au sud de Devanahalli et à 40 kilomètres du centre de Bangalore. Il couvre 1 600 hectares. Il a remplacé le vieil aéroport international de HAL Bangalore. Sa construction a commencé en juillet 2005, après une décennie de retard. Il devait être inauguré le 30 mars 2008, mais en raison de retards dans les services du contrôle du trafic aérien, il a été mis en service dans la nuit du 23 mai 2008, juste avant minuit. Les plans futurs envisagent l'expansion du terminal et des pistes et le développement commercial, y compris des centres d'affaires, des boutiques hors-taxe, des centres de divertissement, des points internet et des bureaux[citation nécessaire].

## Situation
| \| 300 km1:23 714 000 \| Delhi Bombay Madras Bangalore Calcutta Hyderabad Cochin Ahmedabad Goa Pune Thiruvananthapuram Calicut Lucknow Guwahati Srinagar Jaipur Bhubaneswar Coimbatore Nagpur Indore Mangalore Visakhapatnam Patna Amritsar Chandigarh Tiruchirappalli Jammu Raipur Bénarès Agartala Port Blair Vadodara Imphal Bagdogra Madurai Bhopal Ranchi Aurangabad Udaipur Leh Tirupati Rajkot Jodhpur Dehradun Dibrugarh Silchar Gaya Cannanore Vijayawada Surate Durgapur Jamnagar Belagavi Hubli-Dharwad Khajurâho Nanded Aizawl Dimapur Agra Bathinda Gwalior Gorakhpur Hindon |
| 300 km1:23 714 000 |

## Construction

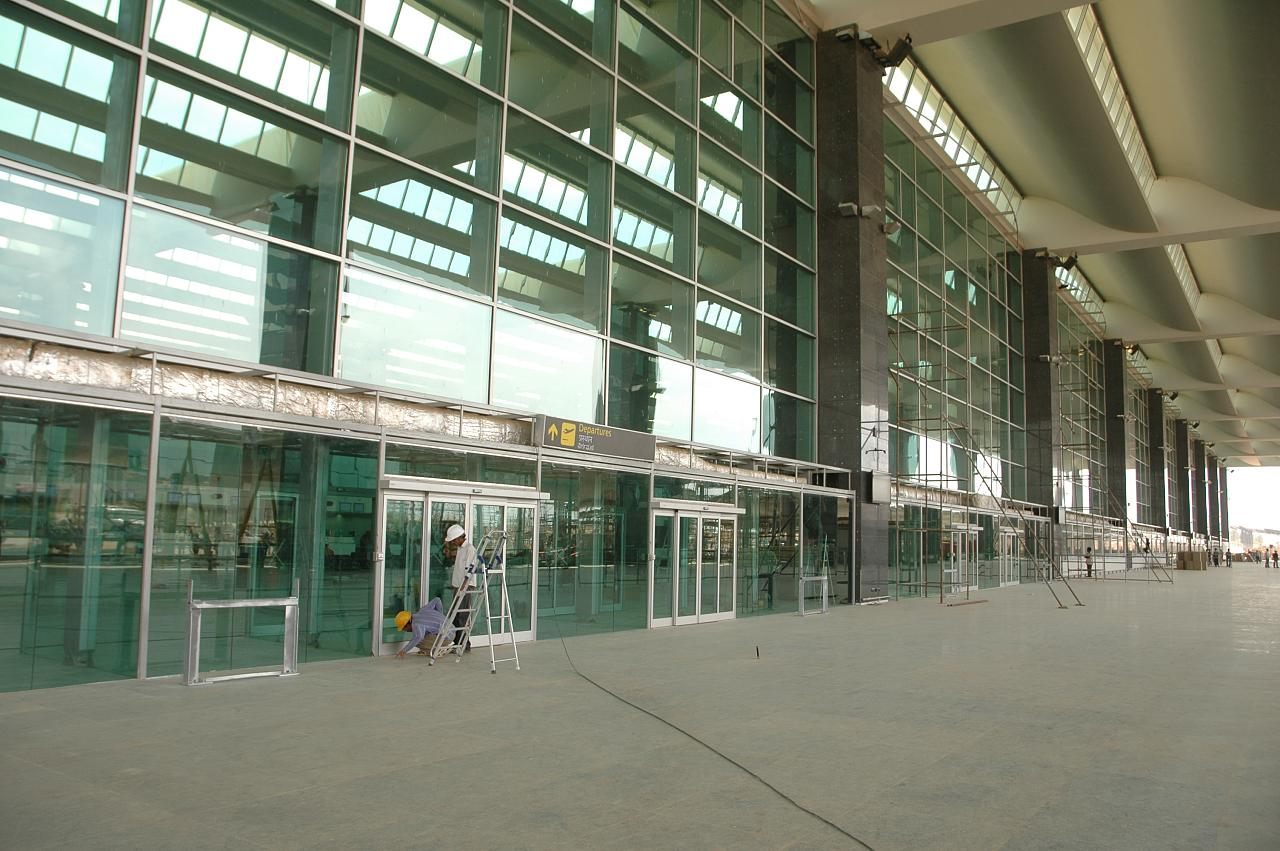
Aéroport en construction.

Le nouvel aéroport a été à l'origine prévu pour remplacer l'aéroport HAL et accueillir 3,5 millions de passagers par an, mais il a été remodelé pour finalement en accueillir 12 millions. Ce changement a eu comme conséquences une augmentation de la taille du terminal, du nombre de stations d'avions, de nouvelles voies de circulation et infrastructures de soutien.
Il est également planifié un service de rail direct entre la gare de cantonnement de Bangalore et le terminal du sous-sol de l'aéroport. L'accès sur l'autoroute nationale 7 est élargi à une autoroute urbaine à six voies.
Une nouvelle autoroute urbaine a été prévue pour relier l'aéroport à la ville par la ceinture périphérique. Cette route commencerait à partir de la route Hennur et rejoindrait la voie externe de Ring Road (ceinture périphérique). Toutefois le gouvernement national, citant un rapport d'étude de l'Autorité d'Autoroutes Nationales de l'Inde (NHAI), a dit à la Cour Suprême que l'autoroute urbaine proposée reliant la route Ring Road externe et l'aéroport international de Bangalore n'était pas faisable. Après beaucoup de retards et de confusions avec la presse, l'aéroport a finalement été inauguré le 23 mai 2008 quand un vol de Bombay a débarqué ses passagers dans l'aéroport. Puis, quelques minutes plus tard, un vol d'Indian Airlines a décollé vers Singapour, faisant ainsi le premier décollage à partir de l'aéroport.
En 2008, l'aéroport international de Bangalore était le quatrième aéroport dans le monde en termes de retard à l'arrivée, selon les statistiques de FlightStats, avec seulement 60,16 % des avions arrivés à temps.

## Statistiques
Le graphique qui aurait dû être présenté ici ne peut pas être affiché car il utilise l'ancienne extension Graph, désactivée pour des questions de sécurité. Des indications pour créer un nouveau graphique avec la nouvelle extension Chart sont disponibles ici.

Voir la requête brute et les sources sur Wikidata.

### Zoom sur l'impact du covid de 2019-2020
Le graphique qui aurait dû être présenté ici ne peut pas être affiché car il utilise l'ancienne extension Graph, désactivée pour des questions de sécurité. Des indications pour créer un nouveau graphique avec la nouvelle extension Chart sont disponibles ici.

Voir la requête brute et les sources sur Wikidata.

## Terminal

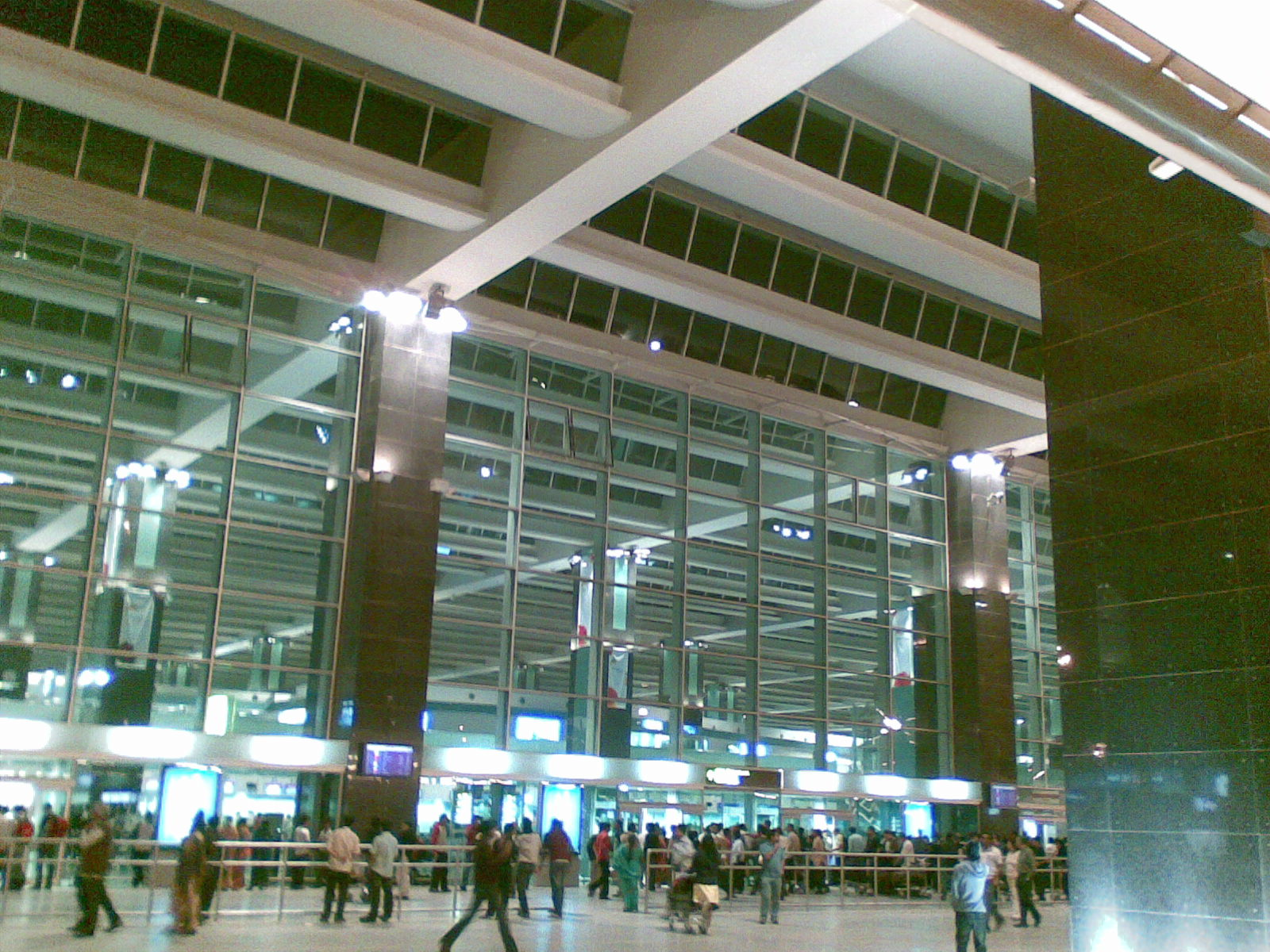
Trottoir à BIA

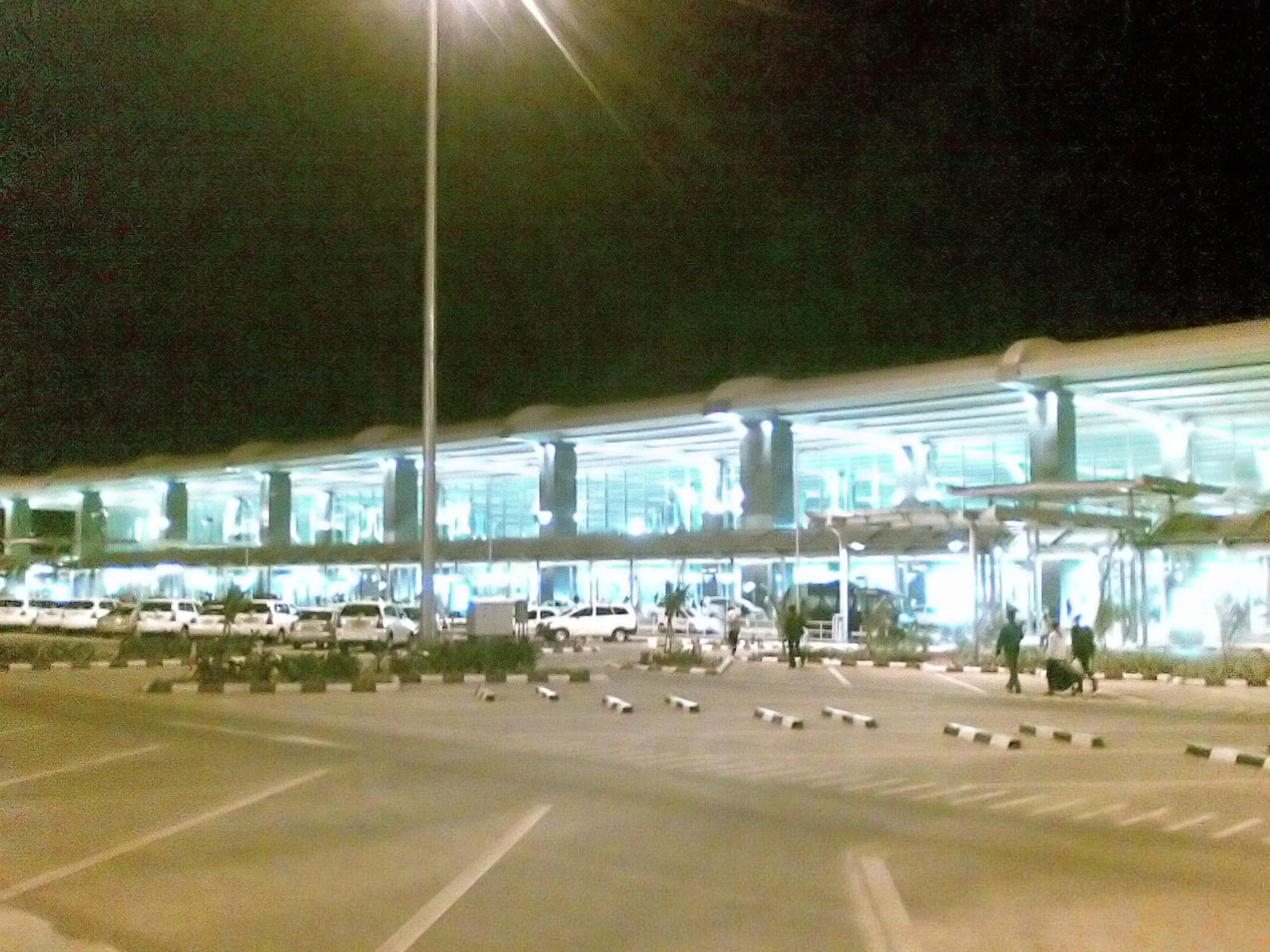
Terminal de BIA

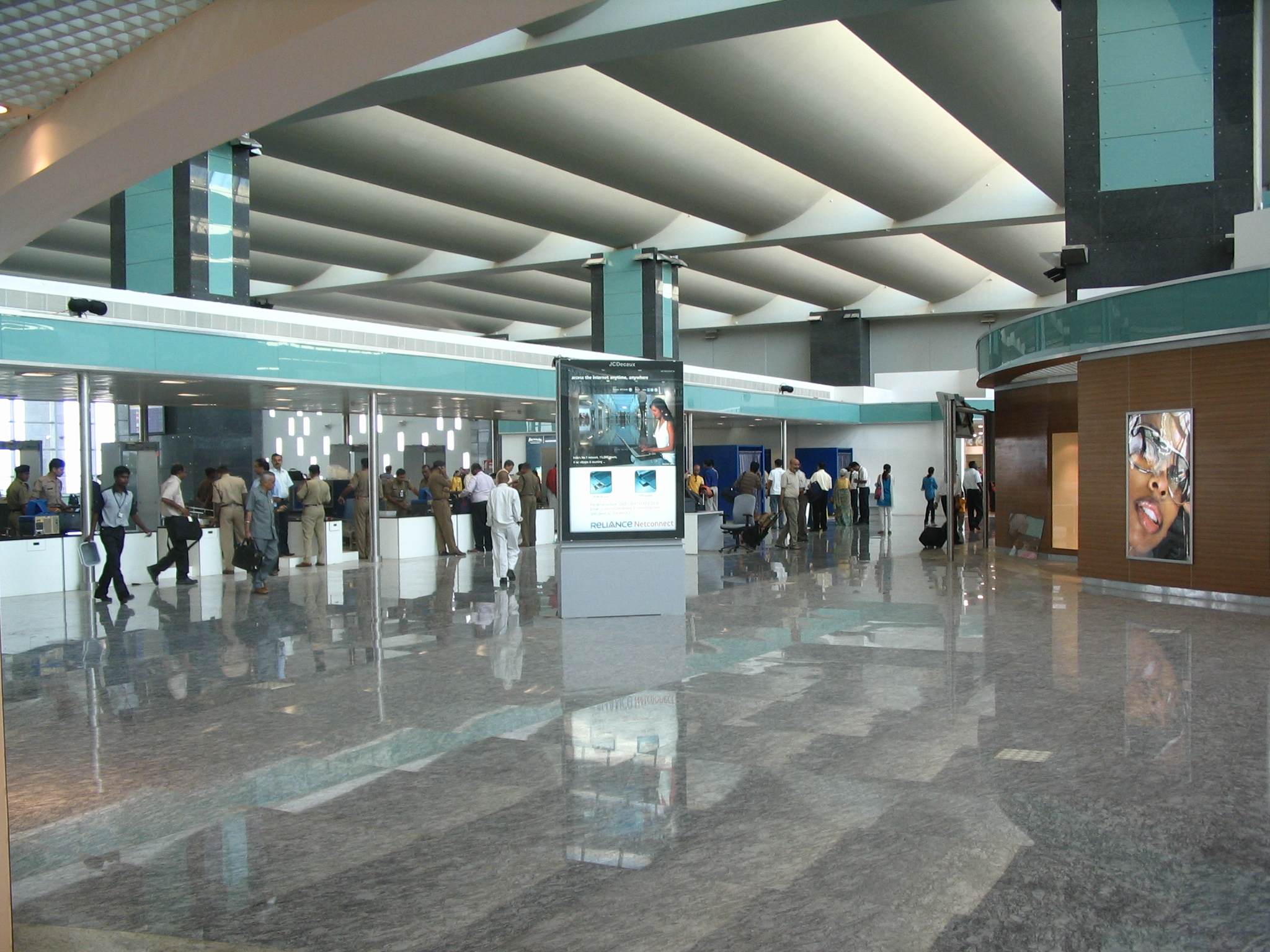
Zone de contrôle de sécurité, domestique

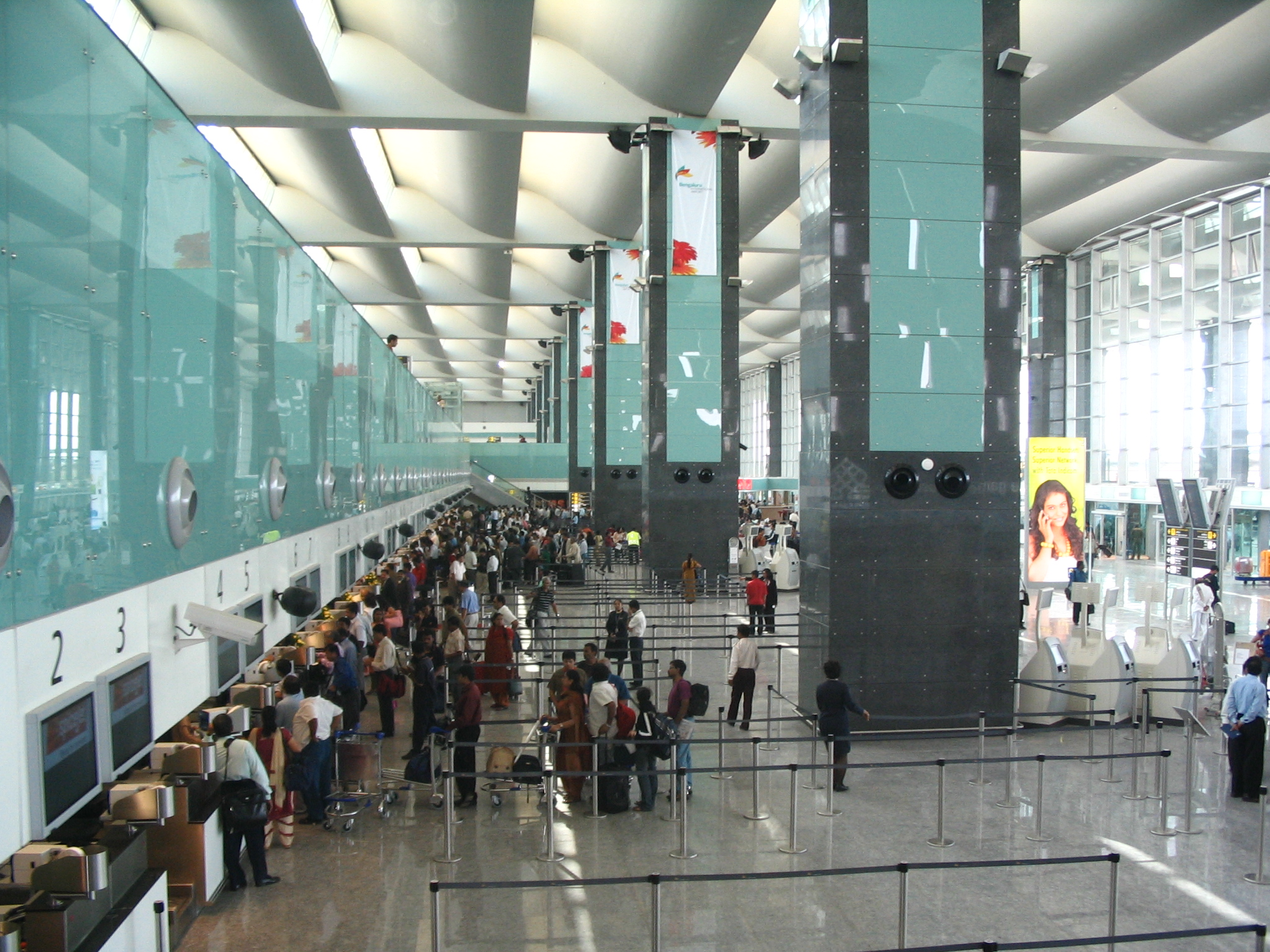
Comptoirs d'enregistrement dans le hall principal

Le terminal passagers est un bâtiment singulier entièrement climatisé de quatre étages. Le sous-sol abrite des salles de repos et de services, ainsi que du stockage. Les salons domestiques et internationaux de départ, et la majorité des boutiques de vente au détail sont situés au niveau 2 (premier étage). Les équipements d'enregistrement et la livraison des bagages sont situés au niveau 1 (rez-de-chaussée). Le terminal est conçu pour gêner au minimum lors des travaux d'entretien.
Toute la surface couverte est approximativement de 71 000 m2 et le terminal est conçu pour rendre service à 3 000 passagers par heure. La conception reflète la meilleure en matière d'industrie et couvre 24 heures d'opérations, tout le temps. Les normes d'aéroport sont faites par les autorités d'aéroports de l'Inde, l'OACI et l'AITA.
L'aéroport peut accueillir 11 millions de personnes par an, 27 avions par heure. À son maximum, il peut gérer 720 avions par jour.
L'aéroport a 20 portes au terminal, 8 ponts d'embarquement et 19 compartiments d'autobus. Il y a un total de 42 parkings pour avion, qui ont une fosse de remplissage. C'est la première fois qu'un aéroport indien a un tel équipement; Les fosses souterraines facilitent le remplissage des avions en combustible à partir du parking.
Dans la première phase du développement, un parking pour 2 000 voitures devant le terminal au niveau du sol a été développé pour aider les passagers et les visiteurs.

### Pistes
L'aéroport possède deux pistes et accepte  tous les types d'avions.

## Boutiques hors-taxes
De nombreuses boutiques hors-taxes existent dans toutes les sections du terminal (départs et arrivées).

## Salles d'embarquement domestique
Les salles d'embarquement pour les départs domestiques sont utilisées par :
- Air India

## Salles d'embarquement international
L'aéroport a 3 salles d'embarquement internationales, elles sont utilisées par :
- Oberoi Lounge
- The Leela

## Hospitalité
Un hôtel de classe d'affaires de 321 pièces est construit en tant qu'élément du complexe d'aéroport, vis-à-vis du terminal principal. Cet hôtel est dirigé et opéré par Larsen, Toubro, East India Hotels Limited sous Trident brand, qui est ouvert à partir de juin 2010.
Columbia Asia gère une clinique à l'aéroport et fournit également le soin médical en cas d'urgence

## Transports vers l'aéroport
Comme le nouvel aéroport est à 40 kilomètres en dehors de la ville, une nouvelle liaison ferroviaire à grande vitesse est prévue pour relier la ville à l'aéroport.
Bangalore Metropolitan Transport Corporation a construit douze itinéraires d'autobus dans la ville qui se connectent au nouvel aéroport.

## Compagnies aériennes et destinations
| Compagnies         | Destinations | Refs. |
| ------------------ | --- | ----- |
| Air Arabia         | Charjah |       |
| Air India          | - Ahmedabad-Sardar-Vallabhbhai-Patel, - Bhubaneswar-Biju Patnaik, - Bombay-Chhatrapati-Shivaji, - Calcutta-N. S. C. Bose, - Chandigarh, - Cochin, - Colombo-Bandaranaike, - Dehradun, - Delhi-Indira Gandhi, - Goa-Dabolim, - Guwāhāti, - Hyderabad-R. Gandhi, - Londres-Heathrow, - Pune, - San Francisco, - Singapour-Changi, - Srinagar, - Trivandrum, - Udaipur |       |
| AirAsia India      | - Ahmedabad-Sardar-Vallabhbhai-Patel, - Bagdogra, - Bhubaneswar-Biju Patnaik, - Bombay-Chhatrapati-Shivaji, - Calcutta-N. S. C. Bose, - Cochin, - Delhi-Indira Gandhi, - Goa-Dabolim, - Guwāhāti, - Hyderabad-R. Gandhi, - Jaipur, - Madras (Chennai), - Nagpur, - Pune, - Ranchi, - Vishakhapatnam | ,     |
| Alitalia           | Rome Léonard-de-Vinci/Fiumicino |       |
| Alliance Air       | Goa-Dabolim, Grand Bahama Island, Hyderabad-R. Gandhi, Cochin, Kolhapur, Mysore (en), Vijayawada |       |
| British Airways    | Londres-Heathrow |       |
| Emirates           | Dubaï |       |
| Etihad Airways     | Abou Dabi |       |
| Ethiopian Airlines | Addis-Abeba Bole |       |
| Flyme              | Villa Maamigili |       |
| IndiGo             | - Agartala, - Agra, - Ahmedabad-Sardar-Vallabhbhai-Patel, - Allahabad (en), - Amritsar-Guru-Ram-Das, - Aurangabad, - Bagdogra, - Bareli (en), - Belgaum, - Bhopal-Raja Bhoj, - Bhubaneswar-Biju Patnaik, - Chandigarh, - Madras (Chennai), - Coimbatore, - Colombo-Bandaranaike, - Dehradun, - Delhi-Indira Gandhi, - Dibrugarh, - Dubaï, - Durgapur, - Gaya, - Goa-Dabolim, - Gorakhpur (en), - Guwāhāti, - Hubli, - Hyderabad-R. Gandhi, - Imphāl, - Indore, - Jaipur, - Jodhpur, - Jorhat, - Cannanore, - Kanpur (en), - Cochin, - Calcutta-N. S. C. Bose, - Kozhikode-Calicut, - Kurnool (en), - Lucknow-Amausi, - Madurai, - Malé Velana, - Mangalore, - Bombay-Chhatrapati-Shivaji, - Nashik, - Nagpur, - Patna, - Port Blair, - Pune, - Raipur, - Rajkot, - Ranchi, - Silchar, - Srinagar, - Surat, - Trivandrum, - Trichy-Tiruchirapally, - Tirupati, - Tuticorin (en), - Udaipur, - Vadodara, - Varanasi (Bénarès)-Lal Bahadur Shastri, - Vijayawada, - Vishakhapatnam |       |
| Oman Air           | Mascate |       |
| Qatar Airways      | Doha-Hamad |       |
| SpiceJet           | - Ahmedabad-Sardar-Vallabhbhai-Patel, - Bagdogra, - Madras (Chennai), - Coimbatore, - Darbhanga (en), - Delhi-Indira Gandhi, - Durgapur, - Goa-Dabolim, - Gwalior (en), - Hyderabad-R. Gandhi, - Jabalpur (en), - Jaisalmer, - Jharsuguda (en), - Jodhpur, - Cochin, - Calcutta-N. S. C. Bose, - Mangalore, - Bombay-Chhatrapati-Shivaji, - Nashik, - Patna, - Pune, - Shirdi Airport (en), - Trivandrum, - Udaipur, - Vijayawada, - Vishakhapatnam |       |
| Singapore Airlines | Singapour-Changi |       |
| SriLankan Airlines | Colombo-Bandaranaike |       |
| Thai Airways       | Bangkok-Suvarnabhumi |       |
| United Airlines    | San Francisco |       |

Édité le 19/04/2019  Actualisé 10/12/2021

## Compagnies aériennes de cargo
| Compagnies                  | Destinations                                                                           |
| --------------------------- | -------------------------------------------------------------------------------------- |
| AeroLogic/DHL               | Bangkok-Suvarnabhumi, Leipzig/Halle, Singapour-Changi                                  |
| Air France Cargo            | Paris-Charles de Gaulle                                                                |
| Air India Cargo             | Francfort                                                                              |
| Blue Dart Aviation          | Bombay-Chhatrapati-Shivaji, Madras (Chennai), Delhi-Indira Gandhi, Hyderabad-R. Gandhi |
| British Airways World Cargo | Londres-Heathrow                                                                       |
| Emirates SkyCargo           | Dubaï                                                                                  |
| Etihad Crystal Cargo        | Abou Dabi                                                                              |
| Gulf Air Cargo              | Manama-Bahreïn                                                                         |
| Lufthansa Cargo             | Francfort                                                                              |
| MASkargo                    | Kuala Lumpur                                                                           |
| Qatar Airways Cargo         | Doha-Hamad                                                                             |
| Singapore Airlines Cargo    | Singapour-Changi                                                                       |
| SriLankan Cargo             | Colombo-Bandaranaike                                                                   |
| Thai Airways Cargo          | Bangkok-Suvarnabhumi                                                                   |